# إبراهيما فوفانا
إبراهيما فوفانا (بالفرنسية: Ibrahima Fofana)‏ هو لاعب كرة قدم غيني في مركز الدفاع، ولد في 1946 في كينديا في غينيا. لعب مع هافيا كوناكري.

## وصلات خارجية
- إبراهيما فوفانا على موقع الاتحاد الدولي (مؤرشف)  (الإنجليزية)
- إبراهيما فوفانا على موقع قاعدة بيانات كرة القدم.إي يو (الإنجليزية)
- إبراهيما فوفانا على موقع قاعدة بيانات كرة القدم.إي يو (الإنجليزية)
- إبراهيما فوفانا على موقع ناشيونال فوتبول تيمز (الإنجليزية)
- إبراهيما فوفانا على موقع عالم كرة القدم.نت (الإنجليزية)
- إبراهيما فوفانا على موقع اللجنة الأولمبية الدولية (الإنجليزية)
- إبراهيما فوفانا على موقع أوليمبيديا (الإنجليزية)